# Flygkompaniets tygverkstäder Malmslätt
Flygkompaniets tygverkstäder Malmslätt (FVM) var en tidigare verkstad i Malmslätt för reparation och underhåll av flygplan, som växte ut med tillverkning av flygplan efter egen konstruktion.
Verkstäderna byggdes upp på Malmen, väster om Linköping, för reparationer och nytillverkning. Under Flygkompaniets chef Ernst Fogman anställdes Peter Koch som verkstadschef. Som konstruktör anställdes ingenjör Henry Kjellson 1917. Tygofficeren Gösta von Porat som svarade för provflygning och vapensystem. 78 personer var anställda vid FVM 1918.
FVM ombildades 1926 till en av det nybildade, självständiga Flygvapnets två centrala flygverkstäder. Nu benämndes den Centrala Flygverkstaden Malmslätt (CVM) vid sidan av Centrala Flygverkstaden Västerås (CFV). CFM och CFV bytte 1936 namn till CVM resp. CVV (Centrala Flygverkstaden i Malmslätt resp. i Västerås).

## Flygplan tillverkade vid FVM

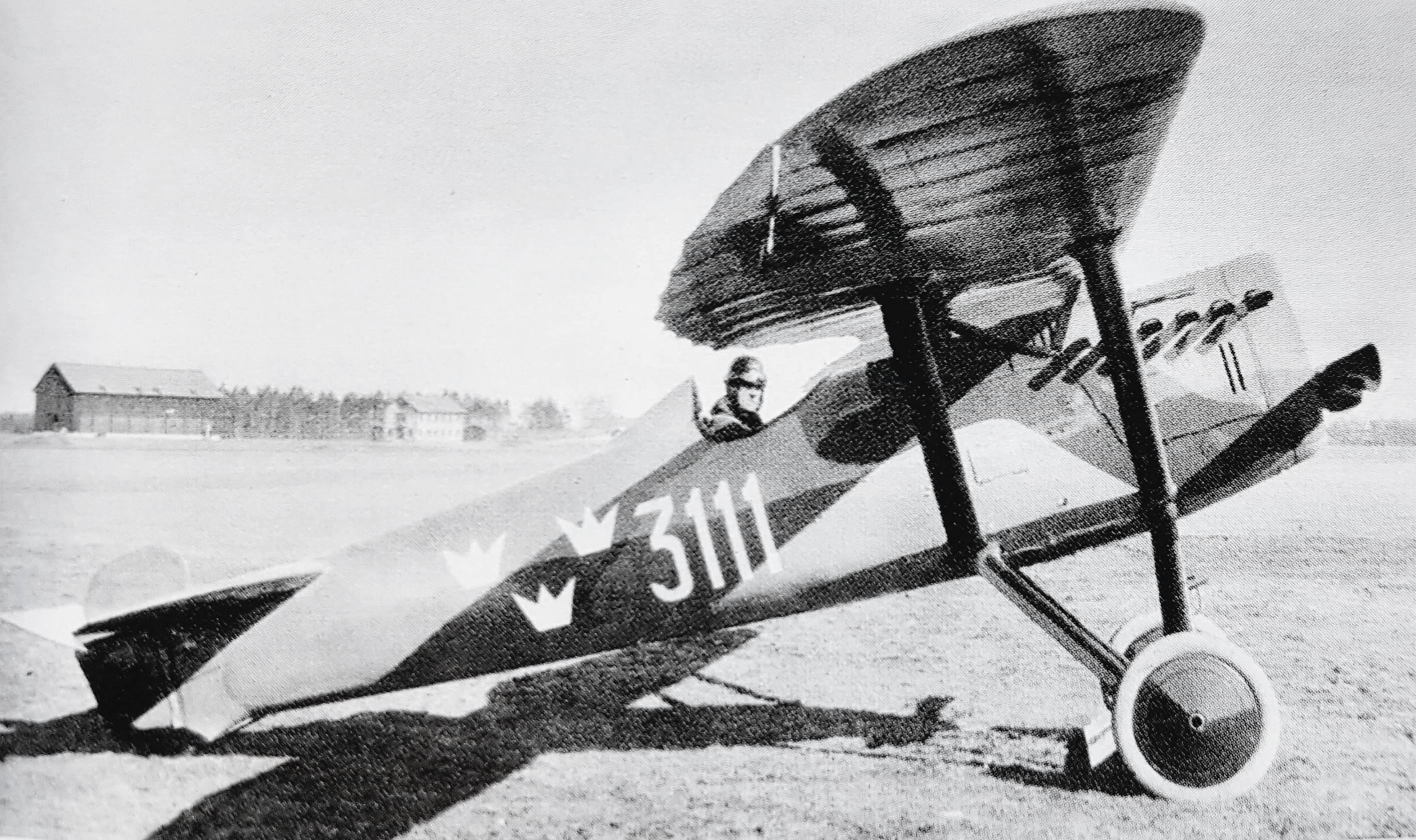
FVM J 23

- FVM Triplan
- FVM S 18
- Trossen 120
- Trossen 160
- FVM/CVM Tummeliten
- Dronten
- FVM S 21
- FVM S 25
- FVM J 23
- FVM J 25
- Phönixjagaren